# Coupe du monde de luge 2011-2012
Navigation
Édition précédente Édition suivante
La 35e édition de la Coupe du monde de luge se déroule entre le 26 novembre 2011 au 26 février 2012, entrecoupée par les championnats du monde les 11 et 12 février 2012 à Altenberg.
Organisée par la Fédération internationale de luge de course, cette compétition débute fin novembre 2011 par des épreuves organisées à Igls en Autriche pour se terminer à Paramonovo fin février 2012.

## Règlement
| Période / Place | 1   | 2  | 3  | 4  | 5  | 6  | 7  | 8  | 9  | 10 | 11 | 12 | 13 | 14 | 15 | 16 | 17 | 18 | 19 | 20 | 21 | 22 | 23 | 24 | 25 | 26 | 27 | 28 | 29 |
| --------------- | --- | -- | -- | -- | -- | -- | -- | -- | -- | -- | -- | -- | -- | -- | -- | -- | -- | -- | -- | -- | -- | -- | -- | -- | -- | -- | -- | -- | -- |
| 2011            | 100 | 85 | 70 | 60 | 55 | 50 | 46 | 42 | 39 | 36 | 34 | 32 | 30 | 28 | 26 | 25 | 24 | 23 | 22 | 21 | 20 | 19 | 18 | 17 | 16 | 15 | 14 | 13 | 12 |

## Classements généraux

### Hommes Individuel
| Pos. | Lugeur              | IGL | WHI | CAL | KON | OBE | WIN | SMO | SIG | PAR | Points |
| ---- | ------------------- | --- | --- | --- | --- | --- | --- | --- | --- | --- | ------ |
| 1    | Felix Loch          | 1   | 1   | 2   | 1   | 1   | 1   | 4   | 1   | 3   | 815    |
| 2    | Andi Langenhan      | 6   | 4   | 1   | 19  | 3   | 4   | 1   | 5   | 1   | 617    |
| 3    | David Möller        | 2   | 3   | 3   | 4   | 2   | 3   | 2   | 12  | 5   | 612    |
| 4    | Armin Zöggeler      | 3   | 13  | 4   | 2   | 4   | 18  | 6   | 2   | 2   | 548    |
| 5    | Johannes Ludwig     | 4   | 2   | 6   | 3   | 7   | 5   | 3   | 4   | 11  | 530    |
| 6    | Ralf Palik          | -   | 6   | 11  | 9   | 5   | 2   | 7   | 23  | 9   | 366    |
| 7    | Manuel Pfister      | 7   | 11  | 5   | 17  | 16  | 7   | 10  | 6   | 7   | 362    |
| 8    | Albert Demchenko    | 5   | 8   | 30  | 7   | 8   | 8   | 9   | -   | 4   | 337    |
| 9    | Dominik Fischnaller | 12  | 18  | 7   | 11  | 9   | 6   | 8   | -   | 6   | 316    |
| 10   | Daniel Pfister      | 9   | 9   | 8   | 13  | 13  | 17  | 13  | 11  | 13  | 298    |

### Femmes Individuel
| Pos. | Lugeuse              | IGL | WHI | CAL | KON | OBE | WIN | SMO | SIG | PAR | Points |
| ---- | -------------------- | --- | --- | --- | --- | --- | --- | --- | --- | --- | ------ |
| 1    | Tatjana Hüfner       | 1   | 2   | 2   | 1   | 2   | 2   | 1   | 10  | 2   | 761    |
| 2    | Natalie Geisenberger | 4   | 1   | 6   | 2   | 1   | 3   | 2   | 1   | 4   | 710    |
| 3    | Anke Wischnewski     | 2   | 5   | 5   | 5   | 3   | 4   | 3   | 2   | 7   | 581    |
| 4    | Corinna Martini      | 5   | 48  | 4   | 4   | 5   | 1   | 4   | 7   | 3   | 548    |
| 5    | Alex Gough           | 3   | 4   | 1   | 3   | 4   | 5   | -   | 9   | 5   | 509    |
| 6    | Erin Hamlin          | 7   | 6   | 16  | 11  | 6   | 7   | 6   | 3   | 6   | 421    |
| 7    | Tatiana Ivanova      | 6   | 3   | 3   | 6   | -   | -   | 11  | -   | 1   | 374    |
| 8    | Nina Reithmayer      | 10  | 7   | 9   | 12  | 9   | 8   | 10  | 5   | 11  | 359    |
| 9    | Sandra Gasparini     | 9   | 14  | 13  | 8   | 20  | 11  | 7   | 6   | 8   | 332    |
| 10   | Martina Kocher       | 11  | 13  | 10  | 10  | 15  | 10  | 5   | 12  | 12  | 317    |

### Hommes Doubles
| Pos. | Lugeurs                                       | IGL | WHI | CAL | KON | OBE | WIN | SMO | SIG | PAR | Points |
| ---- | --------------------------------------------- | --- | --- | --- | --- | --- | --- | --- | --- | --- | ------ |
| 1    | Autriche Andreas Linger Wolfgang Linger       | 3   | 1   | 2   | 2   | 3   | 3   | 1   | 1   | 6   | 730    |
| 2    | Allemagne Tobias Wendl Tobias Arlt            | 4   | 6   | 1   | 1   | 2   | 1   | 3   | 3   | 2   | 720    |
| 3    | Allemagne Toni Eggert Sascha Benecken         | 5   | 4   | 3   | 3   | 1   | 4   | 2   | 4   | 3   | 630    |
| 4    | Autriche Peter Penz Georg Fischler            | 1   | 2   | 15  | 4   | 4   | -   | 5   | 18  | 1   | 509    |
| 5    | Italie Christian Oberstolz Patrick Gruber     | 10  | 3   | 7   | -   | 5   | 2   | 4   | 2   | 4   | 497    |
| 6    | Russie Vladislav Yuzhakov Vladimir Makhnutin  | 2   | 8   | 12  | 5   | 16  | 6   | 8   | -   | 5   | 386    |
| 7    | États-Unis Christian Niccum Jayson Terdiman   | 6   | -   | 8   | 9   | 8   | 5   | 6   | 7   | 13  | 354    |
| 8    | Russie Ivan Nevmerzhitskiy Vladimir Prokhorov | 7   | 7   | 14  | 6   | 12  | 9   | 9   | -   | 16  | 305    |
| 9    | États-Unis Matthew Mortensen Preston Griffall | 11  | 12  | 5   | -   | 6   | 18  | 14  | 16  | 8   | 289    |
| 10   | Canada Tristan Walker Justin Snith            | 9   | 10  | 6   | 8   | 18  | 15  | -   | 15  | 9   | 281    |

### Relais
| Pos. | Equipe     | IGL | WHI | KON | OBE | WIN | SIG | Points |
| ---- | ---------- | --- | --- | --- | --- | --- | --- | ------ |
| 1    | Allemagne  | 2   | 1   | 2   | 1   | 1   | 3   | 540    |
| 2    | Canada     | 1   | 2   | 6   | 4   | 8   | 5   | 392    |
| 3    | Russie     | 3   | 3   | 3   | 3   | 5   | 6   | 385    |
| 4    | Autriche   | 4   | 4   | 4   | 6   | 4   | 2   | 375    |
| 5    | États-Unis | 6   | 6   | 5   | 5   | 2   | 4   | 355    |
| 6    | Italie     | dsq | 5   | 1   | 2   | -   | 1   | 340    |
| 7    | Lettonie   | 5   | 8   | 7   | 7   | 3   | 7   | 305    |
| 8    | Roumanie   | 8   | 7   | -   | 9   | 6   | 9   | 216    |
| 9    | Slovaquie  | 7   | -   | 9   | 8   | 7   | 8   | 215    |
| 10   | Pologne    | 9   | -   | 10  | 10  | 10  | 10  | 183    |

## Calendrier et podiums
| 1. Igls (26 novembre 2011 - 27 novembre 2011) |         |                                                              |                                                                    |                                                                                 |
| Date                                          | Épreuve | Vainqueur                                                    | Deuxième                                                           | Troisième                                                                       |
| 26 novembre                                   | Doubles | Autriche Peter Penz Georg Fischler                           | Russie Vladislav Yuzhakov Vladimir Makhnutin                       | Autriche Andreas Linger Wolfgang Linger                                         |
| 26 novembre                                   | Femmes  | Tatjana Hüfner                                               | Anke Wischnewski                                                   | Alex Gough                                                                      |
| 27 novembre                                   | Hommes  | Felix Loch                                                   | David Möller                                                       | Armin Zöggeler                                                                  |
| 27 novembre                                   | Relais  | Canada Alex Gough Samuel Edney Tristan Walker / Justin Snith | Allemagne Tatjana Hüfner Andi Langenhan Tobias Wendl / Tobias Arlt | Russie Tatiana Ivanova Albert Demchenko Vladislav Yuzhakov / Vladimir Makhnutin |

| 2. Whistler (9 décembre 2011 - 10 décembre 2011) |         |                                                                             |                                                              |                                                                                 |
| Date                                             | Épreuve | Vainqueur                                                                   | Deuxième                                                     | Troisième                                                                       |
| 9 décembre                                       | Doubles | Autriche Andreas Linger Wolfgang Linger                                     | Autriche Peter Penz Georg Fischler                           | Italie Christian Oberstolz Patrick Gruber                                       |
| 10 décembre                                      | Femmes  | Natalie Geisenberger                                                        | Tatjana Hüfner                                               | Tatiana Ivanova                                                                 |
| 9 décembre                                       | Hommes  | Felix Loch                                                                  | Johannes Ludwig                                              | David Möller                                                                    |
| 10 décembre                                      | Relais  | Allemagne Natalie Geisenberger Felix Loch Ronny Pietrasik / Christian Weise | Canada Alex Gough Samuel Edney Tristan Walker / Justin Snith | Russie Tatiana Ivanova Albert Demchenko Vladislav Yuzhakov / Vladimir Makhnutin |

| 3. Calgary (16 décembre 2011 - 17 décembre 2011) |         |                                    |                                         |                                       |
| Date                                             | Épreuve | Vainqueur                          | Deuxième                                | Troisième                             |
| 17 décembre                                      | Doubles | Allemagne Tobias Wendl Tobias Arlt | Autriche Andreas Linger Wolfgang Linger | Allemagne Toni Eggert Sascha Benecken |
| 16 décembre                                      | Femmes  | Alex Gough                         | Tatjana Hüfner                          | Tatiana Ivanova                       |
| 17 décembre                                      | Hommes  | Andi Langenhan                     | Felix Loch                              | David Möller                          |

| 4. Königssee (5 janvier 2012 - 6 janvier 2012) |         |                                                                                  |                                                                |                                                                                 |
| Date                                           | Épreuve | Vainqueur                                                                        | Deuxième                                                       | Troisième                                                                       |
| 5 janvier                                      | Doubles | Allemagne Tobias Wendl Tobias Arlt                                               | Autriche Andreas Linger Wolfgang Linger                        | Allemagne Toni Eggert Sascha Benecken                                           |
| 5 janvier                                      | Femmes  | Tatjana Hüfner                                                                   | Natalie Geisenberger                                           | Alex Gough                                                                      |
| 6 janvier                                      | Hommes  | Felix Loch                                                                       | Armin Zöggeler                                                 | Johannes Ludwig                                                                 |
| 6 janvier                                      | Relais  | Italie Sandra Gasparini Dominik Fischnaller Christian Oberstolz / Patrick Gruber | Allemagne Tatjana Hüfner Felix Loch Tobias Wendl / Tobias Arlt | Russie Tatiana Ivanova Albert Demchenko Vladislav Yuzhakov / Vladimir Makhnutin |

| 5. Oberhof (14 janvier 2012 - 15 janvier 2012) |         |                                                                         |                                                                         |                                                                                 |
| Date                                           | Épreuve | Vainqueur                                                               | Deuxième                                                                | Troisième                                                                       |
| 14 janvier                                     | Doubles | Allemagne Toni Eggert Sascha Benecken                                   | Allemagne Tobias Wendl Tobias Arlt                                      | Autriche Andreas Linger Wolfgang Linger                                         |
| 14 janvier                                     | Femmes  | Natalie Geisenberger                                                    | Tatjana Hüfner                                                          | Anke Wischnewski                                                                |
| 15 janvier                                     | Hommes  | Felix Loch                                                              | David Möller                                                            | Andi Langenhan                                                                  |
| 15 janvier                                     | Relais  | Allemagne Natalie Geisenberger Felix Loch Toni Eggert / Sascha Benecken | Italie Sandra Gasparini David Mair Christian Oberstolz / Patrick Gruber | Russie Alexandra Rodionova Viktor Kneyb Vladislav Yuzhakov / Vladimir Makhnutin |

| 6. Winterberg (21 janvier 2012 - 22 janvier 2012) |         |                                                                  |                                                                         |                                                                 |
| Date                                              | Épreuve | Vainqueur                                                        | Deuxième                                                                | Troisième                                                       |
| 21 janvier                                        | Doubles | Allemagne Tobias Wendl Tobias Arlt                               | Italie Christian Oberstolz Patrick Gruber                               | Autriche Andreas Linger Wolfgang Linger                         |
| 22 janvier                                        | Femmes  | Corinna Martini                                                  | Tatjana Hüfner                                                          | Natalie Geisenberger                                            |
| 21 janvier                                        | Hommes  | Felix Loch                                                       | Ralf Palik                                                              | David Möller                                                    |
| 22 janvier                                        | Relais  | Allemagne Anke Wischnewski Felix Loch Tobias Wendl / Tobias Arlt | États-Unis Erin Hamlin Chris Mazdzer Christian Niccum / Jayson Terdiman | Lettonie Maija Tiruma Inars Kivlenieks Andris Sics / Juris Sics |

| 7. Saint-Moritz (28 janvier 2012 - 29 janvier 2012) |         |                                         |                                       |                                    |
| Date                                                | Épreuve | Vainqueur                               | Deuxième                              | Troisième                          |
| 28 janvier                                          | Doubles | Autriche Andreas Linger Wolfgang Linger | Allemagne Toni Eggert Sascha Benecken | Allemagne Tobias Wendl Tobias Arlt |
| 28 janvier                                          | Femmes  | Tatjana Hüfner                          | Natalie Geisenberger                  | Anke Wischnewski                   |
| 29 janvier                                          | Hommes  | Andi Langenhan                          | David Möller                          | Johannes Ludwig                    |

| 8. Sigulda (18 février 2012 - 19 février 2012) |         |                                                                             |                                                                          |                                                                      |
| Date                                           | Épreuve | Vainqueur                                                                   | Deuxième                                                                 | Troisième                                                            |
| 18 février                                     | Doubles | Autriche Andreas Linger Wolfgang Linger                                     | Italie Christian Oberstolz Patrick Gruber                                | Allemagne Tobias Wendl Tobias Arlt                                   |
| 19 février                                     | Femmes  | Natalie Geisenberger                                                        | Anke Wischnewski                                                         | Erin Hamlin                                                          |
| 18 février                                     | Hommes  | Felix Loch                                                                  | Armin Zöggeler                                                           | Inars Kivlenieks                                                     |
| 19 février                                     | Relais  | Italie Sandra Gasparini Armin Zöggeler Christian Oberstolz / Patrick Gruber | Autriche Nina Reithmayer Manuel Pfister Andreas Linger / Wolfgang Linger | Allemagne Natalie Geisenberger Felix Loch Tobias Wendl / Tobias Arlt |

| 9. Paramonovo (25 février 2012 - 26 février 2012) |         |                                    |                                    |                                       |
| Date                                              | Épreuve | Vainqueur                          | Deuxième                           | Troisième                             |
| 25 février                                        | Doubles | Autriche Peter Penz Georg Fischler | Allemagne Tobias Wendl Tobias Arlt | Allemagne Toni Eggert Sascha Benecken |
| 25 février                                        | Femmes  | Tatiana Ivanova                    | Tatjana Hüfner                     | Corinna Martini                       |
| 26 février                                        | Hommes  | Andi Langenhan                     | Armin Zöggeler                     | Felix Loch                            |